# Driedorp
Driedorp (52° 12′ N, 5° 31′ L) é uma vila dos Países Baixos, na província de Guéldria. Driedorp pertence ao município de Nijkerk, e está situada a 10 km, a leste de Amersfoort.